# Эндрюс, Пол (продюсер)
Пол Эндрюс (англ. Paul G Andrews; род. 23 января 1964, Лондон) — британский кинопродюсер, изредка выступает как режиссёр и сценарист. Известен по сотрудничеству с Томасом Кенилли, Шоном Макнамара и Энди Мораганом.

## Биография
Пол Эндрюс родился 23 января 1964 года в Лондоне, район Барнет. С 1970 по 1983 год учился в школах в Хедкорне и Мейдстоне, графство Кент.
В 1989 году окончил Университет Северного Лондона (ныне — Лондонский университет Метрополитен).
С 2002 по 2011 год сотрудничал с BBC в качестве телевизионного продюсера.
В 2017—2018 г.г. продюсировал фильм Буги-человек, который получил главную награду на Международном кинофестивале CARDIFF.
В 2018 году входил в состав жюри короткометражных и документальных фильмов Сочинского международного кинофестиваля и кинопремии SIFFA-2018.
В начале 2019 года работал над автобиографическим фильмом о Джордже Оруэлле «Оруэлл».

## Фильмография
| Год            | Русское название         | Оригинальное название       | Роль                          |
| -------------- | ------------------------ | --------------------------- | ----------------------------- |
| 2011           | Внутри России            | Inside Russia               | сценарист, режиссёр, продюсер |
| 2016           | Земля вторжения          | Invasion Earth              | продюсер                      |
| 2016           | Юлиана и Лечебная рыба   | Juliana & the Medicine Fish | продюсер                      |
| 2017           | Борстал                  | Borstal                     | продюсер                      |
| 2017           | Мастер куклы             | The Doll Master             | продюсер                      |
| 2017           | Вой                      | The Howling                 | продюсер                      |
| 2018           | Красноармейские хулиганы | Red Army Hooligans          | продюсер                      |
| 2018           | Буги-человек             | Boogie Man                  | продюсер                      |
| В производстве | Великий голод            | The Great Hunger            | продюсер                      |
| В производстве | Оруэлл                   | Orwell                      | продюсер                      |

## Личная жизнь
Имеет двоих детей: Хлоя (род. 1993) и Лукас (род. 2000).